# Filmfuß
Mit dem Filmfuß als Längenmaß wird eine stets ganze Anzahl Phasenbilder auf Kinefilm bezeichnet, wobei man von der geometrischen oder wahren Länge des Filmstücks absieht. Auch geschrumpfter Film kann mit Filmfußangaben besprochen werden.
Der Umgang mit ganzen Zahlen hilft Fehler vermeiden, die beim Umrechnen zwischen metrischen Maßen und solchen des Imperial-Systems entstehen können.
Die Vermaßung der Kinefilme ist in Frankreich und im angelsächsischen Raum geschehen. Ausschlaggebend war die Verbreitung des von Dickson geschaffenen Filmformates mit dem Kinetoskop. Der ursprünglich angewandte Fuß wurde 1909 ersetzt durch ein metrisches Maß. Beim 16-mm-, 8-mm- und Super-8-Film sind Längenmaß und Filmfuß identisch (0,3048 Meter).
Ein Fuß Normalfilm umfasst 64 Lochabstände und enthält bei normalem Filmschritt 16 Bilder.
Ein Fuß 16-mm-Film und ein Fuß 9,5-mm-Film enthalten 40 Bilder.
Ein Fuß 8-mm-Film enthält 80 Bilder.
Ein Fuß Super-8- oder Single-8-Film enthält 72 Bilder.
Fünf Fuß Breitfilm, Bildformat Todd-AO, enthalten 64 Bilder.
Weitere nützliche Angaben zum Normalfilm:
Bei Tempo 16 beträgt der Materialverbrauch 60 Fuß pro Minute.
Bei Tempo 24 beträgt der Materialverbrauch 90 Fuß pro Minute.
Schmalfilmverbrauch bei Tempo 24: 36 Fuß pro Minute
100 Minuten Tonfilm entsprechen 9000 Fuß (35) bzw. 3600 Fuß (16 und 9,5); 1800 Fuß (8 mm), 2000 Fuß (8-S).
- ISO 491; 35-mm-Kine- und Magnetfilm, Maße für Zuschnitt und Perforation, Dimension B (Lochabstand)
- ISO 69; 16-mm-Rohfilm, Maße für Zuschnitt und Perforation, Dimension B (Lochabstand)
- ISO 3023; 65- und 70-mm-Kinerohfilm, Maße für Zuschnitt und Perforation, Dimension B (Lochabstand)